# Paralephana jugalis
Paralephana jugalis är en fjärilsart som beskrevs av Pierre E.L. Viette 1958. Paralephana jugalis ingår i släktet Paralephana och familjen nattflyn. Inga underarter finns listade i Catalogue of Life.